# Pheraspis
Pheraspis is een geslacht van vlinders van de familie tandvlinders (Notodontidae).

## Soorten
- P. epicosma Turner, 1931
- P. harmonica Turner, 1926
- P. mesotypa Turner, 1922
- P. polioxutha Turner, 1903
- P. rectilinea Turner, 1941
- P. spodea Turner, 1903